# Trevesia lateospina
Trevesia lateospina är en araliaväxtart som beskrevs av Jebb. Trevesia lateospina ingår i släktet Trevesia och familjen araliaväxter. Inga underarter finns listade.